# Boomer, der Streuner
Boomer, der Streuner ist eine US-amerikanische Fernsehserie der NBC, die von 1980 bis 1982 von Paramount produziert wurde.

## Inhalt
Boomer ist ein herrenloser, zotteliger Mischlingshund, der quer durch die USA streunt. Auf seiner Reise trifft er die unterschiedlichsten Menschen. Denen, die Gutes im Schilde führen, hilft er, bei den Bösen trägt er dazu bei, dass sie die gerechte Strafe bekommen.

## Hintergrund
Boomer ist die Antwort von NBC auf den Erfolg der Benji-Kinofilme. Den Anfang machte 1979 ein Weihnachts-Special. Aufgrund des überwältigenden Erfolgs beschloss man, eine Serie über Boomer zu drehen, die die NBC dann im August 1980 ins Programm aufnahm. Die Krönung des Ganzen war, dass Boomer, oder besser gesagt sein „Schauspieler“, von den Late-Show-Legenden Johnny Carson und David Letterman interviewt wurde. Zudem war die Serie für den Young Artist Award nominiert. Die Serie hatte deutliche Parallelen zur kanadischen Fernsehserie Der kleine Vagabund, welche bereits seit den 1960er Jahren lief und in den späten 1970er Jahren wiederaufgelegt wurde. Im Mittelpunkt steht ebenfalls ein Streuner, hier ein Deutscher Schäferhund, der Menschen zur Hilfe eilt und nach getaner Arbeit spurlos verschwindet.
Die ursprüngliche Idee der Produzenten war, dass Boomer seine Gedanken dem Zuschauer durch einen Sprecher aus dem Off mitteilt. Dieser Gedanke wurde in der Weihnachts-Episode verwirklicht, aber in der Serie selbst nicht weitergeführt.
Für die Tierstunts in der Serie wurde ein Double eingesetzt, das Boomer zwar sehr ähnlich sah, sich aber doch so weit unterschied, dass man es bei den Stunts nicht in Großaufnahme zeigen konnte.
Die Titelmelodie der Serie wurde von David Michael Frank gesungen.

## Gastauftritte
Von den Gastdarstellern waren einige bereits sehr bekannt, andere standen noch vor dem Durchbruch ihrer Karriere, darunter
- Joyce Van Patten (in Folge 1 Boomer's Weihnachtsfest als „Leila Manchester“)
- Tom Bosley (in Folge 2 Sein großer Auftritt als „Archie Hale“)
- Ken Kercheval (in Folge 4 Der Einsiedler als „Dr. Chelsea Haggert“)
- Michael J. Fox (in Folge 6 Alles Reklame, als „Jackie“)
- Doris Roberts (in Folge 6 Alles Reklame, als „Liz Wiggins“)
- Jonathan Frakes (in Folge 8 Der Privatdetektiv als „Philip“)

## Boomer in Deutschland
Das ZDF sicherte sich recht schnell die Rechte für eine deutsche Fassung von Boomer. Am 12. September 1981 wurde die erste Folge ausgestrahlt. Ab Heiligabend desselben Jahres sendete auch der ORF die Abenteuer des kleinen Hundes. Schließlich konnten auch Zuseher aus der Schweiz via SRG teilnehmen.
Jedoch wurde Boomer in keinem anderen Sender so oft wiederholt wie im ZDF – sei es als Gewinner einer Wunschfilm-Aktion oder als ganze Staffel. Die erste Wiederholung erfolgte 1983. Da das ZDF eine Lücke zwischen zwei vergebenen Programmplätzen hatte (eine Fernsehserie endete, die nächste begann erst zwei Wochen später), zeigte man als Lückenfüller zwei Boomer-Folgen. Die Fangemeinde der Serie entrüstete sich so sehr, dass sich die deutsche Fernsehzeitung Gong des Themas annahm. Das ZDF beugte sich dem Druck und reichte die restlichen Folgen bald nach.
Anfang der 1990er sicherten die Privatsender sich die Rechte der US-Fernsehserie, die bisher auf dem öffentlich-rechtlichen Fernsehsender lief. 1989 lief sie das erste Mal auf Sat.1, 1990 dann auf ProSieben.
Ab Neujahr 2008 zeigte der Fernsehsender Nick im Programmfenster Nick nach acht – nach einer Free-TV-Pause von fast 14 Jahren – jeden Dienstag eine Doppelfolge. Vom 28. Juni bis 26. Juli 2010 wiederholte der Sender Anixe die Serie.

## DVD-Veröffentlichung
Die Serie ist am 18. September 2017 auf vier DVDs mit einer Laufzeit von 584 Minuten bei der KSM GmbH erscheinen.